# Romániai Magyar Középiskolások Szövetsége

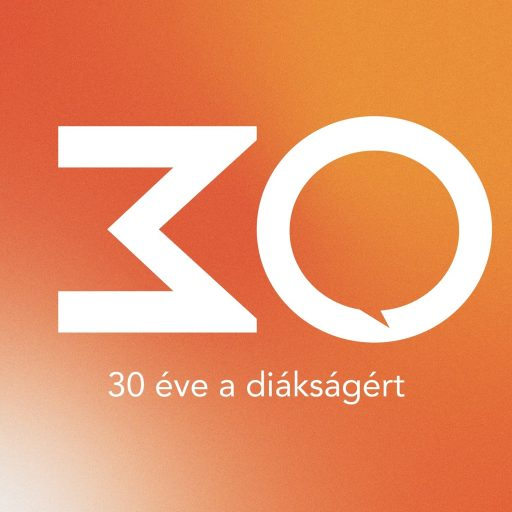
30 éves MAKOSZ logója

A MAKOSZ (Romániai Magyar Középiskolások Szövetsége) a romániai magyar középiskolások érdekképviseleti szervezete; nonprofit, apolitikus szervezet. 1990 tavaszán alakult meg diákok és tanárok közös kezdeményezésére.
Kezdetben a szervezeti struktúra felépítésével, a szervezeti hierarchia megteremtésével, érdekvédelemmel és kapcsolatteremtéssel foglalkozott. A folyamatos fejlődés eredményeképpen 1994-ben a szövetség hivatalos jogi bejegyzést nyert, melynek köszönhetően lehetőségei megnőttek, tevékenységi köre kibővült. Az évek során tagszervezeteinek száma folyamatosan változott. Jelen pillanatban 54 diákszervezet képezi a MAKOSZ strukturális alapját, melyeket 6 megyei diáktanács fog össze. Ahhoz, hogy ezeket a szervezeteket folyamatos fejlődésben tartsa és folyamatosan cserélődő vezetőiket kiképezze számos képzési programot dolgozott ki.

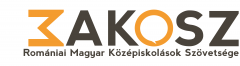
A MAKOSZ teljes logója

## Politikai vélemények
A MAKOSZ apolitikus szervezetnek vallja magát, és semmilyen politikai párthoz nem kötődik, ám számos rendezvényt szervez az RMDSZ-szel. Ezen túlmenően rengeteg képzést vezetnek az RMDSZ szakemberei és az egyesület tagja az RMDSZ Communitas alapítványnak.

## A Közéleti Diák- és Ifjúsági Akadémia (KÖDAK)
Ezek a tanfolyamok több hétvégét átölelő képzési programból állnak, amelyek távoktatási formában zajlanak Erdély különböző városaiban.
A KÖDAK azokat a középiskolásokat kívánja segíteni, akiknek az a tudás, melyet a mai román oktatási rendszer nyújt nem fedi teljesen elvárásukat, illetve aktív módon szeretnének részt vállalni egy ifjúsági szervezetben, az ifjúsági élet sűrűjében. A kurzus alatt a résztvevők felkészülést nyernek a sikeres szervezeti életre.
A KÖDAK az RMDSZ-szel szerveződik.

## Diákönkormányzati Szabadegyetem (DÖKSZAB)
Az egyhetes tábor programja napi 12-14 órás munkatervből áll. Többnapos tevékenysége két részből épül fel. Egyrészt a résztvevők szakmai képzéseken vesznek részt, ugyanakkor a program egy jelentős részét csoportfoglalkozások töltik ki. A csoportmunkákon szakmai vezető segítségével felmérik szervezetük előző éves tevékenységét, sikereit és a szervezeten belüli konfliktusokat, megoldást keresnek ezekre és megtervezik következő éves stratégiájukat és tevékenységüket.
A DÖKSZAB az RMDSZ-szel szerveződik.

## További rendezvények
- MKT (Megyei Képviselők Tanácsülése)
- OKH (Országos Képzéshétvége)
- Médiatalálkozó
- Szórványtalálkozó
- Kongresszus

Továbbá, a helyi igények szerint a tanév ideje alatt számos helyi képzést is szerveznek, amikor konkrétan egy szervezet tagjait készítik fel a tevékenységre.

## Főbb célkitűzések
- A diákok közéleti szerepekre való felkészítése
- A diákok emberi és kisebbségi jogainak védelme
- A diákok társadalmi érdekeinek társadalmi és állami fórumokon való képviselete, illetve azok munkájában való részvétel
- A szórványmagyarságban lévő diákok segítése
- Jó tanár–diák viszony kialakítása
- A diákönkormányzatok segítése
- Tartalmas iskolai élet kialakítása
- Hozzájárulás a diákok tanulmányi eredményeinek növeléséhez

## Polémia
2020. december 12–13-án a MAKOSZ megszervezte kongresszusát. A delegáltak harmada szerint „illegitim” volt a választás, mivel „annak megválasztása a szervezet alapszabályzatában foglaltakkal ellentétes módon történt”.
A MASZOL szerint "Első pontjuk „a demokratikus elnökválasztás ellehetetlenítése” címmel azt fejti ki, hogy a MAKOSZ „kizárta a szabad választásnak a lehetőségét”, mivel a kongresszuson módosították az elnöki jelöltséghez szükséges kritériumokat. Az MDT az egyesülési jogról szóló 26/2000. számú kormányrendeletre hivatkozik, amely szerint az alapszabályzat módosítása azután léphet érvénybe, miután a bíróságon bejegyezték azt, és amennyiben a bíróság ezt nem hagyja jóvá a rendezvény ideje alatt, a módosítást nem lehet alkalmazni az adott kongresszuson."

## Megyei reprezentativitás a precidenciákban
Az elnökségben képviselt megyék száma, évre rendezve.
| Év                          | 2012-2013 | 2014-2015 | 2015-2016 | 2016-2017 | 2017-2018 | 2018-2019 | 2019-2020 | 2020-2021 | 2021-2022 | 2022-2023 |
| --------------------------- | --------- | --------- | --------- | --------- | --------- | --------- | --------- | --------- | --------- | --------- |
| A megyék reprezentativitása | 7         | 6         | 7         | 6         | 5         | 4         | 4         | 3         | 4         | 6         |

## Tagszervezetei
Tagszervezete több mint 50 romániai diáktanács, ezeket összefoglalva megyei/regionális struktúrába:
| Megye/Település  | Diáktanács neve                       |
| ---------------- | ------------------------------------- |
| Arad             | CsiGe DT                              |
| Beszterce-Naszód | BMDT                                  |
| Bihar            | Ady DT                                |
| Bihar            | Szent László DT                       |
| Bihar            | Peda DT                               |
| Bihar            | Medit                                 |
| Brassó           | Nebulónia Diákszövetség               |
| Brassó           | ZRI DT                                |
| Bukarest         | Ady Endre Diáktanács                  |
| Fehér            | Bethlen Gábor Diáktanács              |
| Hargita          | HADIT                                 |
| Hargita          | MÁG DT                                |
| Hargita          | Csíki DT                              |
| Hargita          | Palló DT                              |
| Hargita          | BliDsz                                |
| Hunyad           | Hauer Erich Diáktanács                |
| Kolozs           | KMDT                                  |
| Kolozs           | Apáczai DT                            |
| Kolozs           | Báthory DT                            |
| Kolozs           | Kemény Zsigmond Diáktanács            |
| Kolozs           | JZsUK DT                              |
| Kolozs           | Jósika DT                             |
| Kolozs           | Református Kollégium Diákpresbitérium |
| Kolozs           | ZMDT                                  |
| Kolozs           | Brassai DT                            |
| Kolozs           | OGDT                                  |
| Kovászna         | KOVAKÖ                                |
| Kovászna         | Nagy Mózes Diáktanács                 |
| Kovászna         | Székely Mikó Diáktanács               |
| Kovászna         | Mikes DT                              |
| Kovászna         | Kőrösi DT                             |
| Kovászna         | Berde Áron Diáktanács                 |
| Kovászna         | Baróti Szabó Dávid Diáktanács         |
| Kovászna         | Bod Péter Diákszövetség               |
| Maros            | MDT                                   |
| Maros            | BDSZ                                  |
| Maros            | Rákóczi DT                            |
| Maros            | MMDT                                  |
| Maros            | Református Kollégium Diákpresbitérium |
| Maros            | Elektromaros Diáktanács               |
| Maros            | DK DT                                 |
| Maros            | Bocskai DT                            |
| Maros            | Peda DT                               |
| Maros            | Segesvári MDT                         |
| Máramaros        | Németh László Diáktanács              |
| Szatmár          | SzameDT                               |
| Szatmár          | Hám DT                                |
| Szatmár          | Köfedisz                              |
| Szatmár          | REDT                                  |
| Szilágy          | SzMDT                                 |
| Szilágy          | SBDT                                  |
| Szilágy          | Krasznai Magyar Diáktanács            |
| Szilágy          | Szilágycsehi Magyar Diáktanács        |
| Szilágy          | Iuvenis Diákszövetség                 |
| Temes            | Temesvári DÖK                         |